# Metaplax occidentalis
Metaplax occidentalis is een krabbensoort uit de familie van de Varunidae. De wetenschappelijke naam van de soort is voor het eerst geldig gepubliceerd in 1971 door Pretzmann.